# Gäddgöl (Vena socken, Småland)
Gäddgöl är en sjö i Hultsfreds kommun i Småland och ingår i Viråns huvudavrinningsområde. Sjön har en area på 0,0913 kvadratkilometer och ligger 109,3 meter över havet.

## Delavrinningsområde
Gäddgöl ingår i det delavrinningsområde (637616-151292) som SMHI kallar för Ovan Rosebäck. Medelhöjden är 125 meter över havet och ytan är 54,46 kvadratkilometer. Det finns ett avrinningsområde uppströms, och räknas det in blir den ackumulerade arean 62,54 kvadratkilometer. Avrinningsområdets utflöde Virån mynnar i havet. Avrinningsområdet består mestadels av skog (71 procent) och jordbruk (17 procent). Avrinningsområdet har 1,06 kvadratkilometer vattenytor vilket ger det en sjöprocent på 1,9 procent. Bebyggelsen i området täcker en yta av 0,58 kvadratkilometer eller 1 procent av avrinningsområdet.